# The Man Without a Country (album)
The Man Without a Country – album studyjny autorstwa piosenkarza i aktora Binga Crosby’ego, zawierający wykonane przez niego opowiadania muzyczne na podstawie historii Edwarda Everetta Hale’a The Man Without a Country. Został nagrany i wydany w 1947 roku przez Decca Records. 
Album został wyprodukowany i wyreżyserowany przez producenta Paramount Pictures, Roberta Welcha, przy akompaniamencie muzycznym Victora Younga i jego orkiestry.

## Lista utworów
Utwory znalazły się na dwupłytowym, dwunastocalowym albumie z prędkością 78 obrotów na minutę, Decca Album No. DAU-3. 
płyta 1
| 1. | „Part One”  | 4:10  |
|    |             |       |
| 2. | „Part Four” | 4:17  |
|    |             |       |
|    |             | 08:27 |
|    |             |       |
płyta 2
| 1. | „Part Two”   | 4:17  |
|    |              |       |
| 2. | „Part Three” | 4:38  |
|    |              |       |
|    |              | 08:55 |
|    |              |       |